# Dunabökény
Dunabökény (szerbül Младеново / Mladenovo, németül Bukin) település Szerbiában, a Vajdaságban, a Dél-bácskai körzetben, Palánka községben.

## Fekvése
Palánkától északnyugatra, Bácsújlak és Bélamajor közt fekvő település.

## Története
Dunabökény nevét 1448-ban említette először oklevél Bukin néven, ekkor Zsámboki Pál volt a birtokosa.
1440-1450. között a fennmaradt okiratok szerint a böki plébánost eretnekség miatt Futakon megégették. 1467-ben a kői káptalan Mátyás király rendeletére Sulyok Györgyöt és fiait vezette be Bwky (Bökény) birtokába. 1469-ben pedig a bácsi káptalan iktatta be Sulyok Györgyöt az utód nélkül elhalt Zsámboki Pál birtokába. 1508-ban II. Ulászló király Sulyok Ferencnek és testvéreinek adott új adománylevelet böki birtokára. Az 1543. évi érseki összeírás szerint Bukin a török hódoltság alatt 12 pénzt és egy pár csizmát adott az érseknek adóul.

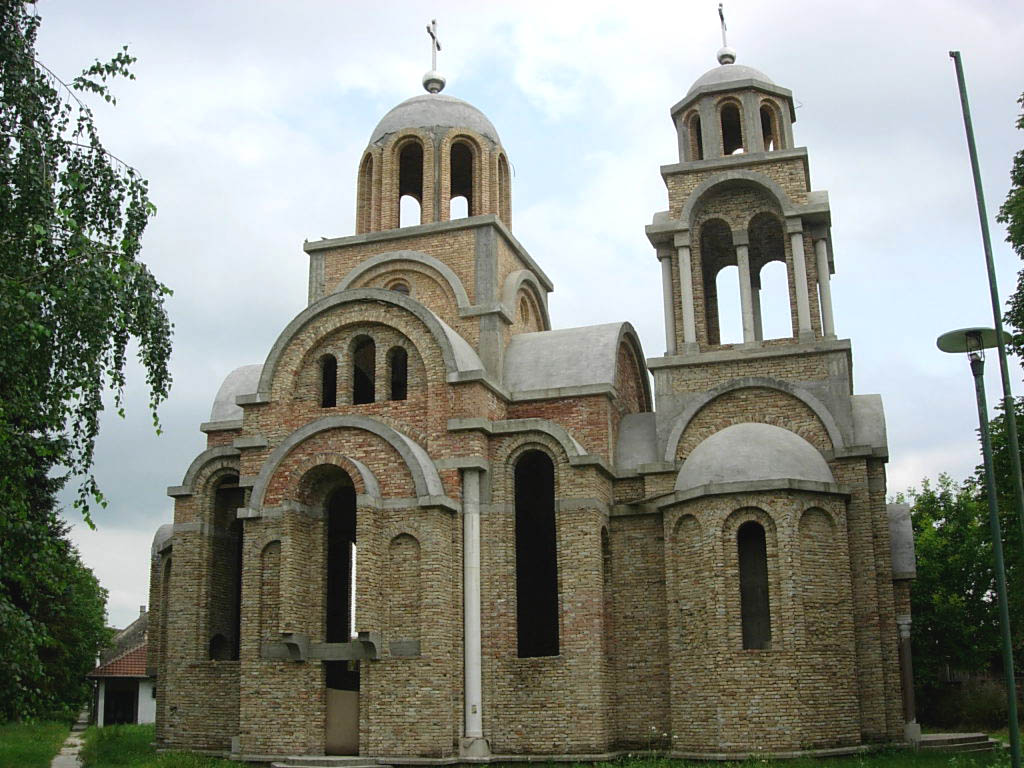
Az új ortodox templom

1554-ben a török defterekben, a bácsi nahijében Bukint is említtették. Bács vármegye 1699. évi összeírásában ugyancsak szerepelt Bukin neve. 1717-ben az újonnan alakult Bodrog vármegyébe kebelezték, azonban az 1717. október 12-én tartott összeírásban nem sorolták fel; bizonyára névtelen helység vagy puszta volt; de az 1718. augusztus 25-én tartott adókivetés Bukinra 40 forintot rótt. 1749-ben és 1750-ben Grassalkovics kamarai elnök német családokat telepített ide. 1752-ben már kb. 200 Felső-Németországból érkezett német család lakott itt. 1763-ban még 20 katolikus szerb is lakott itt, akiket Cothmann másfelé akart telepíteni, mert marhatenyésztésük hátrányos volt a mezei gazdálkodásra. 1772. június 12-én urbariumot is kapott. A Duna áradásai nagy károkat okoztak a településnek, ezért 1812-ben régi helyétől észak felé, a mostani helyére telepítették.
1852-ben ismét 4000 hold szántóföldet borított el az árvíz, a negyvenes évek elején elkészült a buttini és novoszellói védőtöltés, amely egyúttal országút gyanánt szolgált. Ez a töltés katonai térképen Lorentzi Weg névvel van jelölve, mert itt volt a hajdani Szent Lőrincz, a régi Bodrog vármegyének már elpusztult községe, ahol 1720. körül fennállott maga a falu is és a bácsi barátoknak is volt benne birtokuk. Anyakönyveit is ezek vezették. A falut 1720. körül a Duna öntötte és mosta el. Szent Lőrincz után e területet Lovranacznak nevezték. Az 1900. évi népszámláláskor Dunabökényen 3322 lakos élt 595 házban, anyanyelv szerint 169 magyar, 2914 német, 212 sokácz, 27 szerb és tót, vallás szerint 3277 római katolikus, 2 evangélikus, 6 református, 16 görögkeleti ortodox, 21 izraelita. A trianoni békeszerződésig Bács-Bodrog vármegye Palánkai járásához tartozott. A második világháború után német lakosságát deportálták Németországba, s helyükre szerbeket telepítettek.

### Elpusztult települések
A környéken egykor hét virágzó, mára már elpusztult helység volt:
- Nagyvölgy - 1439-ben a Nagyvölgyi család birtoka volt, aki e birtokát a Pekrieknek adta zálogba
- Pirosegyház - 1448-1467. között említették az oklevelek, sok részben Bökény sorsában osztozott
- Félegyháza - 1406-ban a Tőttös családé volt, később a Váradiaké lett
- Kölesrév - 1448-1467. között sorsa Bukival (Bökény) sorsával volt azonos
- Harsány - már a 13. században a veszprémi püspök birtoka volt
- Hernyék - mely szintén elpusztult, de 1448-1467. között szerepelt az oklevelekben
- Péczel - 1470-ben még a Garaiaké volt

## Népesség

### Demográfiai változások
| 1948 | 1953 | 1961 | 1971 | 1981 | 1991 | 2002 | 2011 |
| ---- | ---- | ---- | ---- | ---- | ---- | ---- | ---- |
| 3269 | 3694 | 3793 | 3080 | 3380 | 3363 | 3358 | 2679 |

## Nevezetességek

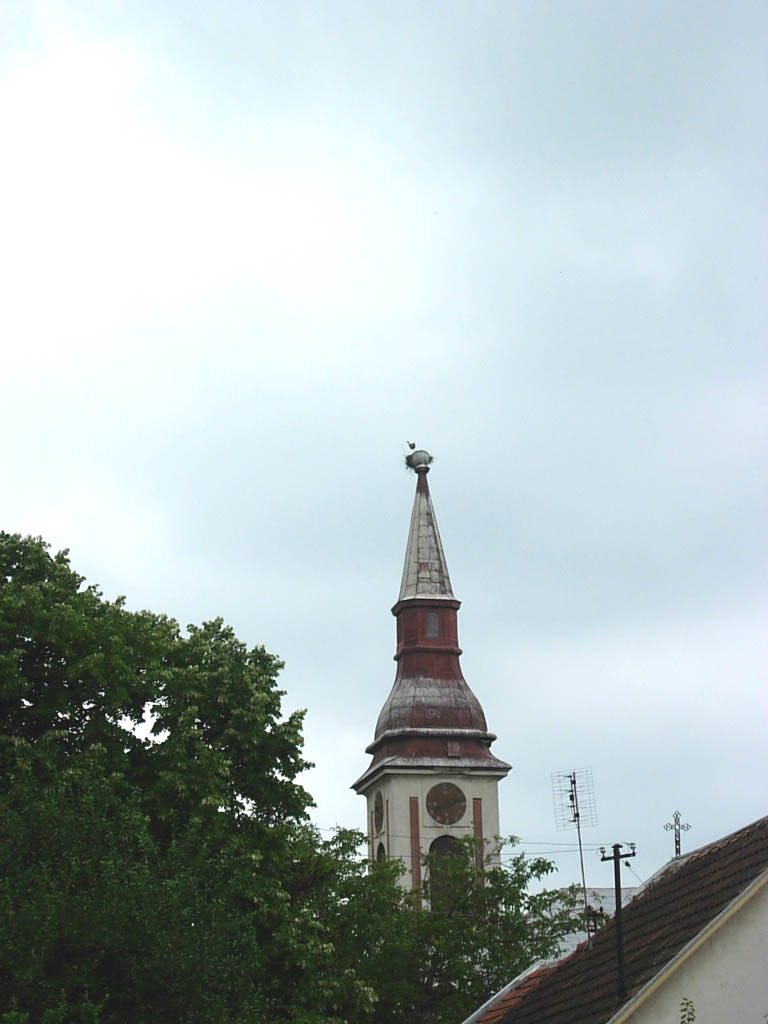
A római katolikus templom

- Keresztelő Szent János római katolikus templom: valaha a német lakosság képviselte a római katolikus közösséget, ma nagyon kevés a hívő. Az ősi plébániát 1332-ben említik először. 1731-ben alapították, előtte Bácsújlak leányegyháza volt. A templomot 1812-ben építették föl, 1934-ben kibővítették. A templom méretei: hossza 44,83 m, szélessége 13 m, a kereszthajó hossza 18,85 m, a hajó belmagassága 13 m, a torony magassága 39 m. Három harangja közül a legnagyobb 420 kg, a legkisebb 50 kg. Az anyakönyvet 1751 óta vezetik. A plébánia területén volt a gyönyörű Szent Péter és Pál Apostolok kápolna, amelyet 1760-ban emeltek. 1964-ben teljesen megsemmisült. 1879-ben emelték a Krisztus Sírja kápolnát a temetőben.